# Династија Хасан-Џалаљана
Хасан-Џалаљани (јерм. Հասան-Ջալալյաններ) су били средњовековна јерменска династија која је владала деловима Јужног Кавказа. Од раног тринаестог века, породица је владала у Хачену (Велики Арцах) у данашњем региону Доњег Карабаха, Нагорно-Карабаха и Сјуника у модерној Јерменији. Породицу је основао Хасан-Џалал Давла, јерменски феудални принц из Хачена. Хасан-Џелаљани су задржали своју аутономију током неколико векова номиналне стране доминације Турака Селџука, Персијанаца и Монгола. Они су, заједно са осталим јерменским принчевима и мелицима Хачена, себе видели као последњи бастион јерменске независности у региону.
Уз њихово покровитељство над црквама и манастирима, јерменска култура је цветала у региону. До касног шеснаестог века, породица Хасан-Џалаљан се разгранала и успоставила кнежевине у оближњем Гулистану и Јраберду. Заједно са одвојеним меликдомовима Варанда и Дизак, ових пет кнежевина формирало је Пет меликдомова Карабаха.

## Порекло
Хасан-Џалал води порекло од јерменске династије Араншахик, породице која је претходила успостављању Партских Арсакида у региону. Хасан-Џалалово порекло је било „скоро искључиво” јерменско, према историчару и професору на Универзитету Роуан, Роберту Х. Хјузену, и стручњаку за историју Кавказа.
Породични корени Хасан-Џалала Давле били су укорењени у замршеном низу краљевских бракова са новим и старим јерменским нахарар (наследна титула највишег реда која се давала кућама древног и средњовековног јерменског племства) породицама. Хасан-Џалалов деда био је Хасан I (познат и као Хасан Велики), принц који је владао северном половином Арцаха.
Године 1182, Хасан I је одступио са места владара региона и ушао у монашки живот у Дадиванку, поделивши своју земљу на два дела: јужна половина (која обухвата већи део Хачена) припала је његовом најстаријем сину Вахтанку II (такође познатом као Тангик) а северна половина припала је најмлађем Григорију Црном. Вахтанк II се оженио Хоришом Закаријан, која је била ћерка Саргиса Закаријана, родоначелника Закаридске лозе принчева. Када се оженио кћерком Мамкана, араншахичког краља Дизак-Балка, Хасан-Џалал је такође наследио земље свог таста.
Крајем 1960-их и 1970-их, Хасан-Џалалово порекло постало је уплетено у дебату која се вртела око историје Арцаха између совјетских јерменских и азербејџанских научника. Азербејџански научници су настојали да конструишу псеудоисторијску националну прошлост тако што су краљевства и кнежевине које су основане на територији модерне републике Азербејџан током средњег века прогласили кавкаским албанским. На основу сумњивог поновног читања и тумачења примарних извора, научници Зија Бунијатов и Фарида Мамедова су у својим првим публикацијама из 1950-их и 1960-их тврдили да су вође и становници Кавкаске Албаније, државе основане у 2. веку пре нове ере, били директни преци модерних Азербејџанаца, чиме се успоставља веза са древном прошлошћу и аутохтоним пореклом Азербејџанаца са Нагорно-Карабахом. У том процесу, Јермени, укључујући Хасан-Јалал Давла, који су настањивали Јужни Кавказ, потпуно су избачени из наратива. Мамедова је тврдила да је Хасан-Џалал, на основу лажног тумачења натписа који је принц уклесао у манастиру Ганџасар, био кавкаски Албанац. Њене закључке, као и закључке азербејџанске школе, други историчари су оштро одбацили.

## Принц Хасан-Џалал Давла

### Културни живот
Са предајом Анија 1045. и Карса 1064. године, коначна независна јерменска држава у историјској Јерменији, краљевство Багратуни, распуштена је и укључена у домене Византијског царства. Међутим, упркос страној доминацији у региону, која је постала израженија након што су Турци Селџуци победили Византинце у бици код Манцикерта 1071. године, Јермени у источној Јерменији су успели да задрже аутономију у два планинска упоришта у Сјунику и Лори и у кнежевини Хачен (данас Нагорно-Карабах). Од почетка до средине 12. века, комбиноване грузијске и јерменске војске биле су успешне у потискивању турских група из источне Јерменије, успостављајући тако период релативног мира и просперитета до појаве Монгола 1236.
Хачен је некада био део Сјуника све док га бројне турске инвазије нису одвојиле од остатка краљевства. Владавина породице Хасан-Џалаљан била је концентрисана око река Тертер и Хаченагет. Хасан-Џалалов датум рођења је непознат. Његова владавина је почела 1214. и завршила се његовом смрћу негде између 1261-1262 у Казвину. Његов домен обухватао је и Арцах и околне јерменске области. Када је његов отац Вахтанк умро 1214. године, Хасан-Џалал је наследио његову земљу и настанио се у замку у Акани у Јраберду. Ословљавали су га титулама тагавор (краљ; јерм. թագավոր) или инкнакал (аутократа или апсолутни владар; ինքնակալ) али је узео званичну титулу „Краљ Арцаха и Балка“ када се оженио ћерком краља Дизака-Балка. Средњовековни јерменски историчар Киракос Ганџакеци величао је Хасан-Џалала у свом делу Историја Јерменије, обасипајући га похвалама за његову побожност и оданост хришћанству:
Био је то... побожан и богољубив човек, благ и кротак, милостив и волео је сиромахе, предан у молитвама и молбама као онај који је живео у пустињи. Несметано је обављао јутрење и вечерње, ма где се налазио, као монах; и у спомен Васкрсења Спаситеља нашег, недељу је проводио без сна, у бдењу. Много је волео свештенике, љубитељ знања и читач божанских Јеванђеља.
Још један доказ ове оданости укључивала је Хасан-Џалалова изградња манастира Ганџасар. Изградња манастира је почела 1216. године и трајала је до 1238. године. 22. јула 1240. године, усред великог славља током прославе Вардавара (Празник Преображења) и у присуству скоро 700 свештеника, укључујући Нерсеса, католикоса Албаније, црква је освећена. Манастир је касније постао резиденција и гробница породице, као и резиденција католикоса; почевши од петнаестог века, породица је монополизовала контролу над седиштем Католикоса, која је потом прешла са стрица на нећака. Хасан-Џалалов син Хованес VII сматра се да је први успоставио ову праксу када је постао католикос, док је његов нећак, такође по имену Хованес, постао други.
Упркос његовој хришћанској вери, муслимански утицај у региону је прожимао и утицао на културу и обичаје хришћана који су живели у Грузији и Јерменији, посебно након што су Турци Селџуци напали Кавказ. Византолог Ентони Истмонд, на пример, примећује да су „многе спољашње манифестације (Хасан-Џалалове) владавине биле представљене кроз исламске обичаје и титуле, посебно у његовом приказу на његовом главном темељу Ганџасара“. Слика Хасан-Џалала на  Ганџасаровој куполи приказује га како седи прекрштених ногу, што је Истмонд приметио да је био „преовлађујући положај за приказивање моћи на селџучком двору“. Име Хасан-Џалала је такође одавало муслимански утицај: као што је била мода тог времена, многи Јермени су усвојили арапске патрониме који су изгубили сваку „везу са изворним јерменским именима“, приметио је руски оријенталиста Владимир Минорски. Јерменско име Хасан-Џалала било је Хајказ, али су арапске речи у његовом имену, у ствари, описивале његову личност: дакле, Хасан је значио згодан; Џалал, велики; Давла, богатство и владавина.

### Јерменски синаксар
Ганџасар је служио као скрипторијум и ту је у Јерменији завршен први завршени Хајсмавурк (Синаксар), календарска збирка кратких житија светаца и извештаја о важним верским догађајима. Средњовековни хроничари су производњу новог и боље организованог синаксара приписали Хасан-Џалалу, који је замолио оца Израела (Тер-Израел), ученика значајног јерменског средњовековног филозофа Арцаха познатог као Ванакан Вардапет, да преузме посао. Синаксар је даље развио Киракос Ганџакеци. Откад је синаксар који је наредио Хасан-Џалал постао познат као „Синаксар Тер-Израела“; масовно је штампан у Цариграду 1834.

### Монголска инвазија
Године 1236. монголске војске Илканата извршиле су инвазију на Кавказ. Пре него што су ушли у Хачен, Хасан Џалал и његови људи су могли да се склоне у Ишханберд (који се налази директно јужно од Ганџасара. С обзиром на њену застрашујућу локацију на врху планине, Монголи су одлучили да не опседају тврђаву и тражили су преговоре са Хасан-Џалалом: заменили су његову лојалност и војну службу Монголском царству за неке од земаља које су непосредно уз Хачен и које су освојили. 1240-1242, Хасан Џалал је исковао новчиће уобичајених монголских типова у Хачену у ковницама „Карабах“ и „Лајин“.
Осећајући потребу да сачува своју власт, Хасан-Џалал је два пута кренуо на путовање у Каракорум, престоницу Монголског царства, где је од владајућег кана успео да добије посебна аутономска права и привилегије за себе и људе под својим доменом. Упркос овом аранжману, Монголи су на многе људе у региону гледали с презиром и претерано их опорезовали. Аргун Кан, регионални монголски остикан у то време, поставио је толико ограничења против Јермена да је то навело Хасан-Џалала 1256. да још једном отпутује у престоницу како би протестовао против насртаја на католикоса Нерсеса. Као одговор, Бату-кан је саставио документ који „гарантује слободу за Нерсеса, Католикоса Албаније, за сву његову имовину и добра, да буде слободан и неопорезован и да му се дозволи да слободно путује свуда по епархијама под његовом влашћу, и да сви слушају шта је он рекао." Хасан-Џалал је такође покушао да ојача своје савезе са Монголима тако што је своју ћерку Рузукан удао за Бору Нојана, сина монголског вође. Међутим, односи између Јермена и Монгола су се погоршали, а документ који је издао кан није успео да заштити Хасан-Џалалова права.
Коначно, 1260. године, Хасан-Џалал је одлучио да се удружи са снагама грузијског краља Давида Нарина, који је водио устанак против монголске власти. Монголи су га неколико пута хватали, али је његова породица успела да га ослободи тако што је платила откуп. Побуна је на крају пропала и по наређењу Аргун Кана, Хасан-Џалал је још једном ухапшен и одведен у Казвин, (сада у Ирану). Према Киракос Ганзакецију, Рузукан је апеловала на жену Хулагу-кана Докуз Катун, да изврши притисак на Аргуна да ослободи њеног оца. Међутим, након што је сазнао за ово, Аргун Кан је наредио мучење Хасан-Џалала и на крају га је погубио. Хасан Џалалов син Атабек послао је неколико својих људи у Иран да покупе раскомадано тело његовог оца, које је бачено у бунар. Након што је враћено, тело је сахрањено у манастиру Ганџасар.

## Каснија владавина породице
Након његове смрти, породица је скратила Хасан-Џалалову званичну титулу само на "Принчеви од Арцаха". Хулагу је наредио Атабеку да преузме положај свог оца и на тој функцији је остао до 1306. Његов рођак Вахтанк, чији ће потомци постати породица Мелик-Авањан, добио је контролу над регионом Дизак. Као метод да покажу свој однос према Хасан-Џалалу, његови потомци су прихватили Хасан-Џалал као своје презиме и додали суфикс -љан на крају. Породица је финансирала бројне архитектонске и културне пројекте који и данас постоје, укључујући манастир Ганџасар и оближњу цркву Светог Јована Крститеља. У касном 16. веку, породица се разгранала и основала меликдом у насељима у Јраберду, Хачену и Гулистану.

### Османско-персијски ратови
Током турско - персијских ратова у седамнаестом и осамнаестом веку, мелици су се жестоко опирали  упадима обе стране. У последњој четвртини 18. века, помогли су инвазијској руској царској војсци да помогну у чишћењу региона од Турака и Персијанаца. Хасан-Џалаљани су били једна од најистакнутијих породица мелика које су се заузеле за ослобађање региона од стране контроле; главни међу њима је био католикос Јесаји Хасан-Џалаљан (? - 1728). Године 1677, јерменски католикос Хакоб из Џулфе одржао је тајни састанак са мелицима Карабаха, предлажући да делегација отпутује у Европу како би прикупила подршку за ослобођење региона. Године 1711, Јесаји је, у пратњи Израела Орија, отпутовао у Русију да прикупи подршку за формирање јерменске војске под Петром Великим. Ори је, међутим, умро на путу, а Јесаји је убрзо преузео место водеће личности покрета. Наставио је преговоре са Петром Великим и у писму које му је послао 1718. обећао је подршку јерменске војске од 10–12.000 људи, као и подршку суседних грузијских снага. Његове молбе су настављене све до 1724. године, када је Петар Велики потписао Цариградски уговор (1724.) којим су региони насељени муслиманима у источном Закавказју дати Русији, а западне области насељене хришћанима дате Турцима. Руско интересовање за Кавказ убрзо је спласнуло након Петрове смрти 1725. године када су његове вође повукле своје снаге назад преко реке Терек. Територије које је Русија добила на северном и јужном Кавказу уступљене су назад Ирану (који је сада предводио Надер Шах) према Рештанском уговору и Споразумом у Генџеу из 1732. и 1735. године.
Док су Османлије привремено освојиле хришћанске регионе сафавидског царства које се распадало, Јесаија су за овај неуспех окривили неки од вођа јерменске војске јер су били приморани да се сами брину против турских инвазија. 
Од седамнаестог века до раног деветнаестог века основано је неколико огранака Хасан-Џалаљана, укључујући породицу Мелик-Атабекјан, која је постала последњи владар кнежевине Јраберд. Алахверди II Хасан-Џалаљан, који је умро 1813, био је последњи мелик Хачена када је Руско царство преузело контролу над регионом 1805. током руско-персијског рата 1804–1813. Године 1828, након завршетка Другог руско-персијског рата и уступања последњих персијских територија на Јужном Кавказу Русији према Туркменчајском споразуму, Руси су распустили Католикосат Албаније, а члан породице Хасан-Џалаљан, Балтазар, постао је примас Арцаха, што је било једнако положају католикоса Албаније по свему осим по имену.

## Хасан-Џалаљани данас
У време објављивања Хјузеновог првобитног чланка 1972. у часопису Revue des Études Arméniennes, аутор није могао да уђе у траг преживелима из куће, али је приметио да су последња два католикоса Албаније, Хованес XII (1763–1786) и Саргис II (1794–1815), имали укупно десетак браће, од којих су сви оставили „бројно потомство до средине деветнаестог века“. Такође је успео да идентификује жену по имену Елеанора Хасан-Џалаљан која је живела у Јеревану као уметница на прелазу из 19. у 20. век. У каснијим годинама, совјетски извори наводе и биографију Рубена Хасана-Џалаљана (1840–1902), јерменског писца, песника и адвоката који је живео у Руском царству. Једна особа, човек по имену Степан Хасан Џалаљан из Дрмбона, регион Мартакерт у Нагорно Карабаху, служио је као посланик у Националној скупштини Јерменије као члан Странке наслеђа и борио се у Првом рату у Нагорно-Карабаху.
Неколико артефаката Хасан-Џалаљана преживело је до данас, укључујући Хасан-Џалалов лични бодеж, заједно са јерменским натписом, који је тренутно изложен у Музеју Ермитаж у Санкт Петербургу.